# Alvarado, Michoacán de Ocampo
Alvarado är en ort i Mexiko.   Den ligger i kommunen Aporo och delstaten Michoacán de Ocampo, i den södra delen av landet, 140 km väster om huvudstaden Mexico City. Alvarado ligger 2 314 meter över havet och antalet invånare är 115.
Terrängen runt Alvarado är huvudsakligen kuperad, men åt nordväst är den platt. Runt Alvarado är det ganska tätbefolkat, med 96 invånare per kvadratkilometer. Närmaste större samhälle är Ciudad Hidalgo, 17,1 km väster om Alvarado. I omgivningarna runt Alvarado växer i huvudsak blandskog.